# Con vos en la web
Con Vos en la Web es una estrategia de comunicación y difusión sobre el uso seguro de Internet. Desarrolla contenidos de prevención y trabaja en la formación de jóvenes y docentes en el uso responsable de las tecnologías de la información y la comunicación. Siendo este un espacio para la comunicación, el asesoramiento y la participación de niños, niñas y adolescentes en temas vinculados a las nuevas tecnologías y a la protección de datos personales.
Fue creado en el año 2012 dentro del ámbito de la Dirección Nacional de Protección de Datos Personales, organismo dependiente del Ministerio de Justicia y Derechos Humanos, durante la gestión de la presidenta Cristina Fernández de Kirchner y del Ministro de Justicia Julio Alak
El Programa desarrolla contenidos audiovisuales de prevención y trabaja en la formación de jóvenes y docentes en el uso responsable de las TIC. Además, surge de la necesidad de crear un espacio para la comunicación, el asesoramiento y la participación de niños y jóvenes en temas vinculados a las nuevas tecnologías a la protección de datos personales.
Desde el año 2018 se encuentra bajo la órbita de la Dirección Nacional del Sistema Argentino de Información Jurídica dependiente de la Secretaría de Justicia del Ministerio de Justicia y Derechos Humanos.

## Funciones
Con Vos en la Web tiene como función informar y fomentar las buenas prácticas en el uso de Internet e identificar y disminuir los factores de riesgo relativos al uso de las nuevas tecnologías. Para esta tarea el Programa desarrolla material didáctico y educativo para niños, padres y docentes de todo el territorio argentino.